# Kreuzspulmesswerk

Schematischer Aufbau eines Kreuzspulmesswerk: Das gekreuzte Spulenpaar (1) bewegt sich als Reaktion auf die Kräfte und im Feld eines Permanentmagneten (4). Der Zeiger (2) zeigt auf einer Skala (3) den Quotienten der Stromstärken I_{1}/I_{2} an.

Das Kreuzspulmesswerk (auch Quotientenmesswerk genannt) ist ein analoges, elektrisches Messgerät und dient zur Anzeige des Verhältnisses zweier elektrischer Ströme I1 und I2, indem es dieses Verhältnis in einen entsprechenden Zeigerausschlag umwandelt. Das Kreuzspulmesswerk ist ähnlich wie das Drehspulmesswerk aufgebaut, besitzt aber im Unterschied dazu zwei mechanisch fest miteinander verbundene, gekreuzte Drehspulen und keine Rückstellfedern. Da keine Rückstellfedern vorhanden sind, geht der Zeiger im stromlosen Zustand nicht auf die Nullposition zurück.

## Funktionsprinzip
Im Zentrum befinden sich die beiden um 90 Grad fest gegeneinander verdrehten Spulen, die getrennt von den beiden elektrischen Strömen I1 und I2 durchflossen werden. Durch die Kraftwirkung F1 und F2 auf die beiden stromdurchflossenen Spulen im vom Permanentmagneten verursachten magnetischen Feld kommt es zu einem den Stromverhältnissen proportionalen Kraft (Lorentzkraft). Durch die geometrische Anordnung der Spulen wird ein Drehmoment erzeugt, welches eine Auslenkung des Zeigers verursacht. Die Kreuzspule dreht sich dabei in jene Stellung, bei der das Drehmoment der einen Spule dem Drehmoment der anderen das Gleichgewicht hält. Die Kraftwirkung auf eine Spule ist dann maximal, wenn die betreffende Spule genau 90 Grad zu den vom Permanentmagneten verursachten magnetischen Fluss B steht. Die Kraftwirkung ist minimal, wenn sich die Spule parallel zu den magnetischen Flusslinien befindet.

## Anwendung
Das Kreuzspulmesswerk ist heutzutage im praktischen Einsatz weitgehend durch digitale Messgeräte abgelöst worden. Es eignet sich z. B. zur genauen Messung von Widerständen. Dabei wird eine Spule mit einem sehr genauen, bekannten und temperaturstabilen Messwiderstand in Reihe geschaltet, und parallel dazu die zweite Spule mit dem zu messenden Widerstand. Wird nun eine Meßstromversorgung angeschaltet (Gleichspannung), verhalten sich die Ströme durch die beiden Spulen umgekehrt proportional zur Größe der Widerstände, und es entsteht ein entsprechender Zeigerausschlag. Der Ausschlag ist im Rahmen der Strombelastbarkeit des Instruments unabhängig von der Größe der Versorgungsspannung, solange eine Mindeststromstärke zur Bewegung des Zeigers erreicht wird. Die Polarität bestimmt jedoch die Richtung des Ausschlags aus dem abgeglichenen Zustand.
Ein Kreuzspulinstrument kann als Temperaturmessgerät verwendet werden, indem man zwei Widerstände mit unterschiedlichen Temperaturkoeffizienten anschließt. Der Ausschlag verändert sich dann in Abhängigkeit von den Temperaturen der beiden Widerstände. Üblicherweise verwendet man dazu einen konstanten Widerstand und einen veränderlichen Widerstand mit bekanntem Temperaturkoeffizienten, welcher als Messfühler montiert wird.

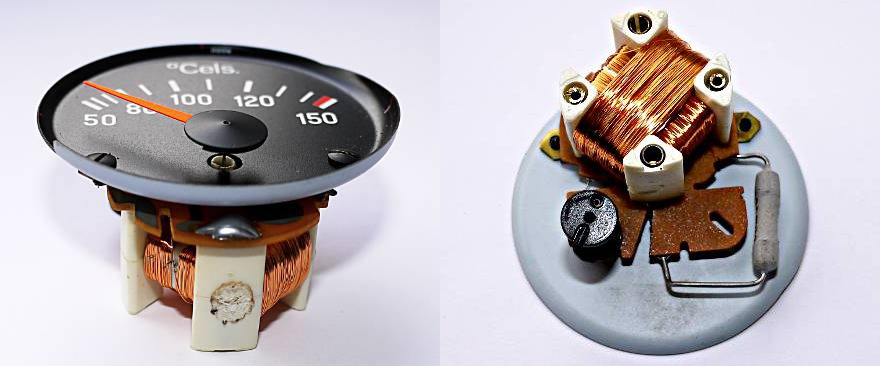
Kreuzspulmesswerk mit feststehenden Spulen und innenliegendem Drehmagneten

Vor allem in Kraftfahrzeugen (Kombi-Instrument) und auf Booten werden Anzeigen mit Kreuzspulmesswerken noch häufig für Tankinhalt, Öldruck oder Motortemperatur verwendet, da die Messanordnung recht unempfindlich gegenüber Schwankungen der Versorgungsspannung ist.
Dort ist meistens nicht die Kreuzspule drehbar ausgeführt, sondern der Permanentmagnet (Kreuzspuldrehmagnetmesswerk). Die Rückstellkraft für den Zeiger wird mit Hilfe eines kleinen zusätzlichen feststehenden Magneten im Inneren des Spulengehäuses erzeugt, der auf den Drehmagneten wirkt.